# Ulmicola
Ulmicola är ett släkte av insekter. Ulmicola ingår i familjen bredkantskinnbaggar.
Släktet innehåller bara arten Ulmicola spinipes.